# Johann Friedrich Meckel
Pour les articles homonymes, voir Meckel (homonymie).
Johann Friedrich Meckel (né le 17 octobre 1781 à Halle-sur-Saale  et mort le 31 octobre 1833 à Halle), surnommé Meckel le Jeune, est un anatomiste allemand et, avec Étienne Geoffroy Saint-Hilaire, l'un des pères fondateurs de la tératologie.
Sa personne et son œuvre ont été en grande partie oubliées, mais son nom est universellement connu dans le monde médical en restant  attaché au diverticule de Meckel et en embryologie comparée avec le cartilage de Meckel, squelette cartilagineux provisoire du premier arc branchial ou arc mandibulaire.

## Biographie

### Famille
Johann Friedrich Meckel, dit le Jeune, est le plus connu d'une famille d'anatomistes allemands sur près de quatre générations : les « trois Meckel », de père en fils, et un neveu à la quatrième génération.
Son grand-père, Johann Friedrich Meckel (1724-1774) dit Meckel l'Ancien, fut l'élève d'Albrecht Von Haller (1708-1777). Professeur d'anatomie, de chirurgie et de botanique à Berlin (la combinaison de divers domaines était habituelle à cette époque), il a décrit le ganglion sphéno-palatin (ganglion de Meckel).
Son père, Philipp Friedrich Theodor Meckel (1756-1803) est professeur d'anatomie, de chirurgie et d'obstétrique à l'université de Halle. Il développe la collection anatomique personnelle de Meckel l'Ancien, pour en faire une collection familiale de réputation européenne. 
Son demi-frère (issu d'un premier mariage de son père), August-Albrecht Meckel (1780-1829) est médecin légiste et professeur à Berne. À sa mort, sa veuve a voulu reprendre la particule nobiliaire de sa famille d'origine en nommant ses enfants Meckel von Hemsbach. L'un d'eux fut Heinrich Meckel von Hemsbach (1821-1855), élève de Johannes Müller (1801-1858), il devient professeur d'anatomie pathologique à Berlin. Il est connu pour ses travaux sur l'organogénèse du système uro-génital, il a comme élève Theodor Billroth (1829-1894), et son ami Rudolf Virchow (1821-1902) est son successeur à sa chaire de Berlin.

### Jeunesse et formation
Né en 1781, Meckel le Jeune passe son enfance dans une collection anatomique, la demeure familiale ayant été transformée en cabinet de curiosités par son grand-père. Enfant, il doit aider son père dans la préparation des spécimens anatomiques. À l'âge de 14 ans, il fait ses études secondaires au Gymnasium de Magdebourg. Vers 1797, à l'âge de 16 ans, il accompagne son père à Saint Petersbourg, appelé pour l'accouchement de la Tsarine (probablement du futur Tsar Nicolas Ier).
Sa première jeunesse est marquée par un dégoût initial de la chose médicale, mais il est sous l'emprise d'un père dominateur, passionné par sa collection anatomique. Cette passion paternelle va jusqu'à préparer les squelettes de ses trois enfants décédés, pour les placer en armoire vitrée. Son père demande même qu'à sa mort, son propre squelette soit ajouté à la collection. Ce qui arriva en 1803, et l'on découvrit qu'il avait une vertèbre dorsale supplémentaire et 13 paires de côtes, et l'on dit que sa veuve se serait exclamé « Oh, comme il aurait été heureux s'il avait pu voir ça ! »,.
Aussi quand Meckel le Jeune entame des études de médecine à Halle, on ne sait si cette décision fut sienne ou imposée par son père. Il devient toutefois un excellent étudiant, sous la direction de Kurt Sprengel (1766-1833) et de Johann Christian Reil (1759-1813), puis de Johann Friedrich Blumenbach (1752-1840).
Il obtient son doctorat en 1802, à l'âge de 21 ans. Sa thèse s'intitule De conditionibus cordis abnormibus (sur les malformations cardiaques) et entièrement basée sur les spécimens anatomiques de la collection familiale,.
Il complète sa formation par des voyages d'études à Würzburg, auprès du philosophe de la nature Friedrich Wilhelm Joseph von Schelling (1775-1854), et à Vienne, auprès de Johann Peter Frank (1745-1821), un des fondateurs de la médecine sociale et de santé publique.

### Carrière et personnalité

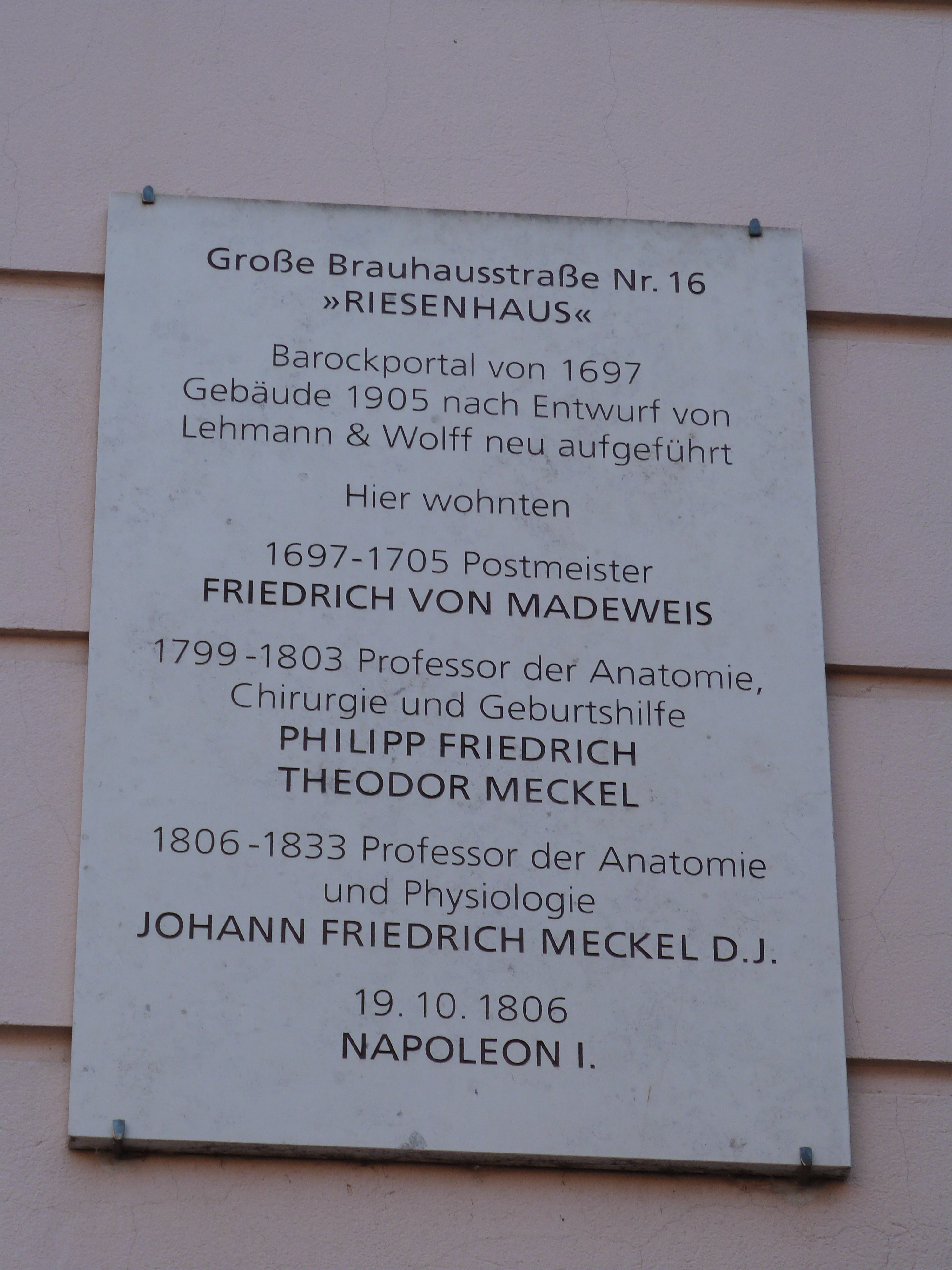
Plaque commémorative sur l'emplacement de la demeure des Meckel à la Halle.

En 1803, Meckel le Jeune se rend à Paris pour rencontrer et collaborer avec Georges Cuvier (1769-1832), Étienne Geoffroy Saint-Hilaire (1772-1844) et  Alexander von Humboldt (1769-1859).
En 1806, nommé professeur associé, il retourne à la Halle, alors occupée par les armées de Napoléon qui fait fermer l'université. Il refuse net la demande de Napoléon de visiter la fameuse collection Meckel. La demeure familiale des Meckel devient alors le siège d'état-major de l'armée française en Allemagne jusqu'à la fin de 1807.
En 1808, l'université de la Halle est rouverte. Meckel y est nommé professeur titulaire d'anatomie, chirurgie et obstétrique, jusqu'à sa retraite prématurée en 1831.
En 1809, il épouse Friederike von Kleist, fille du commandant de la forteresse de Magdebourg. Sa femme lui apporte un large cercle de relations de la haute-société, elle le soutient dans ses recherches, tout en prenant soin du musée anatomique familial. La demeure des Meckel, et la collection qui s'y trouve, devient un lieu de visite (Goethe lui-même vient la voir) et un point de ralliement des élites prussiennes.
Meckel le Jeune était doté d'une énorme capacité de travail, qu'il s'impose à lui-même et aux autres, ce qui explique sa renommée internationale, ses nombreuses distinctions et récompenses académiques. Au fil du temps, sa personnalité évolue vers une paranoïa. Il souffrait aussi d'insomnies depuis son enfance, et d'une maladie chronique du foie. Ses amis le décrivent comme un homme dominateur, intransigeant, susceptible et intolérant, incapable de compromis : il n'existe qu'une seule façon de voir et d'agir, la sienne,.

### Fin

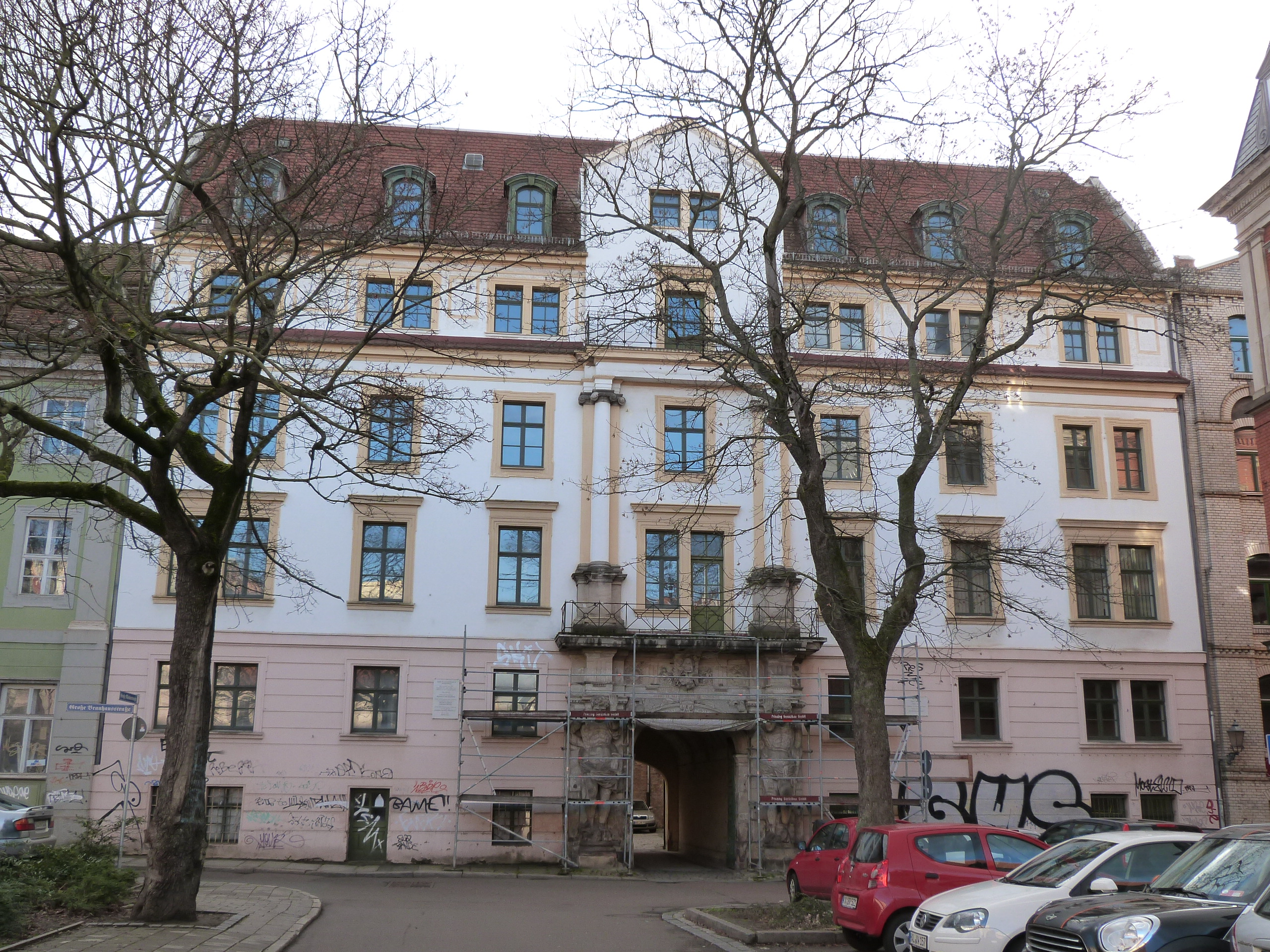
Le 16 Brauhausstrasse de la Halle, en 2016, avec son porche d'origine.

Nommé Doyen de la faculté de médecine de la Halle, Meckel le Jeune est en butte avec ses collègues dans des conflits interminables. Il s'oppose aussi à l'administration prussienne qui entend favoriser l'université de Berlin aux dépens de celle de la Halle. Il se voit entouré de médiocrité, de collègues charlatans, et enchaîné dans des fers bureaucratiques. Il ne retrouve la paix qu'en se consacrant seul à ses recherches,.
Son état de santé physique et mentale se dégrade. En 1831, il se retire à l'âge de 50 ans, passant les deux dernières années de sa vie enfermé chez lui, comme un reclus. Il meurt le 31 octobre 1833, après avoir cherché quelque soulagement aux thermes de Carlsbad. Son mariage est resté sans enfants.
La fin prématurée de sa vie est considérée comme « une tragédie » dans l'histoire de la biologie. Son œuvre monumentale, produit d'un labeur acharné, reste inachevée à la veille de la théorie cellulaire.

## Travaux
Lors de son séjour à Paris (1803-1806), Meckel perfectionne son français, ainsi que l'anglais et l'italien. Il voyage aussi dans la campagne française, collectionnant des œufs pour l'embryologie des oiseaux, dans les Alpes pour étudier l'hibernation de la marmotte, et en Italie pour des études de biologie marine. Toute sa vie, Meckel voyage beaucoup, à la recherche de nouveaux spécimens à étudier, de l'Angleterre à la Sicile et de France à la Russie. Il est ainsi reconnu et honoré dans toutes les académies et sociétés savantes d'Europe.
Il traduit en allemand le grand ouvrage de Cuvier Leçons d'anatomie comparée, et enrichi d'observations personnelles de malformations anatomiques, un sujet auquel Cuvier n'avait apporté qu'un intérêt passager. L'ouvrage est publié en 5 volumes en 1810, Meckel est surnommé pour cela « le Cuvier allemand »,.
En 1815, Meckel devient le rédacteur en chef du journal fondé par Johann Christian Reil (1759-1813),  Deutsches Archiv für die Physiologie. Sa politique éditoriale vise à favoriser les articles basés sur l'observation et l'expérience, en écartant aussi bien les pures spéculations que les expériences hasardeuses ou irréfléchies. 

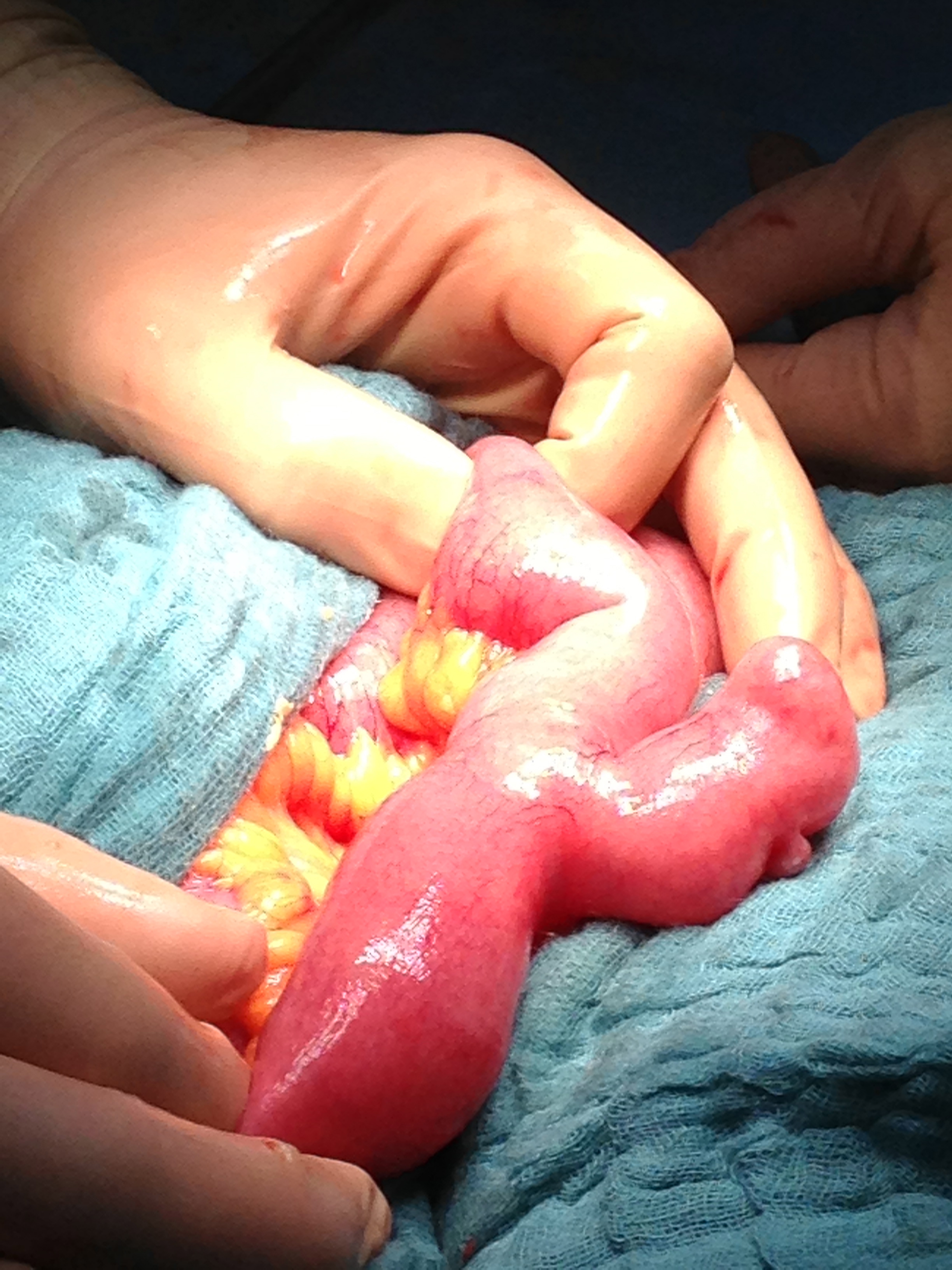
Diverticule de Meckel sur le champ opératoire.

En 1826, la revue devient Archiv für Anatomie und Physiologie, Meckel restant rédacteur en chef jusqu'à sa mort. Il publie de très nombreux articles sur le développement embryologique des mammifères, surtout le système nerveux central, cardio-pulmonaire et digestif ; il s'intéresse à de très nombreux sujets : le cerveau des oiseaux, la dent humaine, les « diathèses hémorragiques » (anomalies de la coagulation).
Ses ouvrages majeurs sont un manuel d'anatomie pathologique paru de 1812 à 1818, et un System der Vergleichenden Anatomie (Traité systématique d'anatomie comparée), en six volumes, paru à Halle, de 1821 à 1833 et que sa mort laissa inachevé. Ce dernier ouvrage représente une somme considérable d'observations, dont une description remarquable de l'ornithorynque. Ces ouvrages ont fait l'objet d'une large diffusion en leur temps, de 10 à plus de 20 éditions, en latin, allemand, français et anglais.
La personne et l'œuvre de Meckel le Jeune ont été peu à peu oubliées, mais son nom reste définitivement attaché au très connu diverticule de Meckel, un reliquat embryologique de l'intestin, qu'il décrit tout d'abord dans les Archives de physiologie en 1809. 
Une autre persistance embryologique, moins connue, est le « cartilage de Meckel » qui forme la mandibule de l'embryon. Cette appellation a été proposée par Charles Philippe Robin (1821-1885) en 1862, car cette structure est décrite dans un traité de Meckel, traduit et publié en France en 1825.
Meckel le Jeune attribue l'encéphalocèle (hernie du cerveau hors la boite crânienne du nouveau-né) à un défaut de soudure des os crâniens (théorie de Meckel).
Enfin, il est le premier à distinguer un rapport unitaire dans un ensemble de malformations différentes, comme le syndrome de Meckel, dit aussi syndrome de Gruber, ou de Gruber-Meckel.

## Doctrine
Depuis le XVIIe siècle, l'embryologie faisait l'objet de controverses célèbres entre les partisans de la préformation (individu minuscule préformé dans l'œuf – ovisme –, ou dans le spermatozoïde – animalculisme –) et les partisans de l'épigenèse (l'œuf fécondé contient une forme simple se développant en formes complexes). Parallèlement, la théorie médiévale de l'imagination des femmes enceintes (ce qu'une femme enceinte perçoit ou ressent s'inscrit dans son fœtus, expliquant malformations et autres « monstruosités ») est encore défendue jusqu'au début du XIXe siècle.
Vers la fin du XVIIIe siècle, les travaux de recherches font triompher l'épigenèse. De par ses maitres, Meckel le Jeune se situe dans cette perspective, dans le cadre d'une naturphilosophie allemande. L'être vivant se développe selon un schéma progressif intégrant l'esprit, la raison et la nature, c'est le produit d'un modèle organisateur virtuel, celle d'une « idée architectonique ».

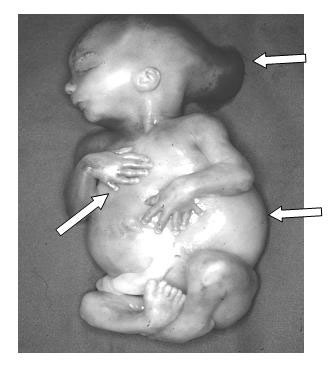
Syndrome de Meckel, les flèches indiquent les doigts surnuméraires (polydactylie), une hernie du cerveau (encéphalocèle occipitale), et une maladie polykystique du rein et autres viscères.

Plus précisément Meckel le Jeune défend la théorie de la récapitulation, selon laquelle les embryons des animaux les plus complexes reproduiraient dans leur développement les formes des animaux les plus simples (théorie du parallélisme ou loi de Meckel-Serres) conformément à l'idée philosophique de la chaîne des êtres réalisant l'unité de la nature.
Il attribue le développement harmonieux de l'embryon à la qualité du système vasculaire en développement. Il appréhende la formation des « monstres » comme une altération du bildungstrieb ou force formative, concept de son maître Blumenbach.
Il est le premier à énoncer clairement la distinction entre les anomalies ou malformations primaires et les secondaires (séquence chronologique de cause à effet). Il aborde les notions de pléiotropie (liaison de plusieurs caractères dues à une même cause) et d'hétérogénéité (rassemblement ou succession d'éléments différents). Il est considéré comme le père de la « syndromologie » (étude de la réunion de groupes différents de symptômes, mais concomitants, constituant des  maladies congénitales), et le fondateur de l'embryologie pathologique.
Les théories et interprétations de Meckel le Jeune, foncièrement vitalistes, sont devenues obsolètes, avec la mise en évidence à la fin du XIXe siècle, des mécanismes physico-chimiques du développement de l'embryon. Toutefois, l'exactitude de ses descriptions est remarquable, par exemple la réalité et l'authentification du syndrome de Meckel a été établie en 1969.
La quantité extraordinaire et la qualité des observations est telle qu'elle étonne encore de nos jours, car elles sont bien l'œuvre personnelle d'un seul homme, et pas d'une école. Charles Darwin (1809-1882) et Ernst Haeckel (1834-1919) lui doivent beaucoup.
La plupart de ses préparations tératologiques sont encore conservées en Allemagne, quelques-unes ont fait l'objet de nouvelles études génomiques en 2002.

## Distinctions
Insatiable dans ses recherches de spécimens, Meckel le Jeune était aussi avide d'honneurs et de récompense.
- Membre de l'Académie des sciences de Copenhague ; de l'Académie des sciences de Gottingen ; de l'Académie des sciences de Munich ; de l'Académie des sciences de Paris ; de l'Académie des sciences de Saint-Petersbourg ;  de l'Académie des sciences de Stockholm.

- Membre d'académies et sociétés de sciences naturelles d'Erlangen, Genève, Halle, Londres, Marburg, Moscou, Zurich.

- Membre d'académies et sociétés médicales de Copenhague, Londres, Philadelphie et Saint-Petersbourg.
- Décoré de l'Ordre de la Croix de Fer ; de l'Ordre de l'Aigle Rouge ; de l'Ordre de Saint-Vladimir.

## Principales publications
- De cordis conditionibus abnormibus. Thèse de doctorat, Halle, 1802.

- Uber die divertikel am darmkanal (diverticule de Meckel). Arch Physiol 1809; 9: 421-53.
- Beschreibung zweier durch sehr ähnliche Bildungsabweichungen entstellter Geschwister (syndrome de Meckel). Deutsches Archiv für Physiologie, 1822, 7: 99-172.

- Handbuch der menschlichen Anatomie, en 4 volumes. Halle and Berlin, 1815-1820. Traduit en Français par Gilbert Breschet (1784-1845) et Antoine Jacques Louis Jourdan (1788-1848) sous le titre de Manuel d'anatomie générale, descriptive et pathologique. Paris, J.B. Baillière, 1825, en 3 volumes in-8.

- System der vergleichenden Anatomie, en 5 volumes in-6, Halle, 1821-1831. Traduit en Français par Riester et Alph. Sanson sous le titre de Traité général d'anatomie comparée, Paris, en 10 volumes, 1828-1838.